# Peter Holland
Pour les articles homonymes, voir Holland.
Peter Holland (né le 14 janvier 1991 à Toronto, en Ontario au Canada) est un joueur professionnel canadien de hockey sur glace.

## Carrière de joueur
Au terme de sa deuxième saison avec le Storm de Guelph de la Ligue de hockey de l'Ontario, il fut sélectionné par les Ducks d'Anaheim lors du repêchage de la Ligue nationale de hockey de 2009. Il participe avec l'équipe LHO au Défi ADT Canada-Russie en 2008, 2009 et 2010. Le 2 avril 2010, il signe son contrat d'entrée LNH d'une durée de trois ans avec les Ducks. Il joue son premier match dans la LNH, le 5 novembre 2011 face aux Red Wings de Détroit et marque son premier but, à son troisième match. 
Le 16 novembre 2013, il est échangé avec son coéquipier Brad Staubitz, aux Maple Leafs de Toronto en échange de Jesse Blacker, un choix de troisième ronde et un choix de septième ronde au repêchage 2014. Le 16 juillet 2014, il signe un nouveau contrat de deux ans avec les Maple Leafs. Après la saison 2015-2016, il réussit à s'entendre sur un contrat d'un an et de 1,3 million de dollars avec les Maple Leafs, évitant ainsi l'arbitrage salarial.
Le 1er juillet 2017, il signe un contrat de deux ans avec les Canadiens de Montréal en tant que joueur autonome.
Le 30 novembre 2017, il est échangé aux Rangers de New York en retour de l'attaquant Adam Cracknell.
Le 18 février 2019, il est transigé aux Blackhawks de Chicago en retour du défenseur Darren Raddysh.

## Statistiques

### En club
| Saison     | Équipe                      | Ligue      |     | Saison régulière | Saison régulière | Saison régulière | Saison régulière | Saison régulière |   | Séries éliminatoires | Séries éliminatoires | Séries éliminatoires | Séries éliminatoires | Séries éliminatoires |
| Saison     | Équipe                      | Ligue      | PJ  | B                | A                | Pts              | Pun              | PJ               | B | A                    | Pts                  | Pun                  |                      |                      |
| 2007-2008  | Storm de Guelph             | LHO        | 62  | 8                | 15               | 23               | 31               | 10               | 0 | 1                    | 1                    | 4                    |                      |                      |
| 2008-2009  | Storm de Guelph             | LHO        | 68  | 28               | 39               | 67               | 42               | 4                | 4 | 0                    | 4                    | 2                    |                      |                      |
| 2009-2010  | Storm de Guelph             | LHO        | 59  | 30               | 49               | 79               | 40               | 5                | 3 | 5                    | 8                    | 12                   |                      |                      |
| 2010-2011  | Storm de Guelph             | LHO        | 67  | 37               | 51               | 88               | 57               | 6                | 3 | 6                    | 9                    | 4                    |                      |                      |
| 2010-2011  | Crunch de Syracuse          | LAH        | 3   | 3                | 3                | 6                | 0                | -                | - | -                    | -                    | -                    |                      |                      |
| 2011-2012  | Crunch de Syracuse          | LAH        | 71  | 23               | 37               | 60               | 59               | -                | - | -                    | -                    | -                    |                      |                      |
| 2011-2012  | Ducks d'Anaheim             | LNH        | 4   | 1                | 0                | 1                | 0                | -                | - | -                    | -                    | -                    |                      |                      |
| 2012-2013  | Admirals de Norfolk         | LAH        | 45  | 19               | 20               | 39               | 68               | -                | - | -                    | -                    | -                    |                      |                      |
| 2012-2013  | Ducks d'Anaheim             | LNH        | 21  | 3                | 2                | 5                | 4                | -                | - | -                    | -                    | -                    |                      |                      |
| 2013-2014  | Ducks d'Anaheim             | LNH        | 4   | 1                | 0                | 1                | 2                | -                | - | -                    | -                    | -                    |                      |                      |
| 2013-2014  | Admirals de Norfolk         | LAH        | 10  | 5                | 4                | 9                | 22               | -                | - | -                    | -                    | -                    |                      |                      |
| 2013-2014  | Maple Leafs de Toronto      | LNH        | 39  | 5                | 5                | 10               | 16               | -                | - | -                    | -                    | -                    |                      |                      |
| 2013-2014  | Marlies de Toronto          | LAH        | 14  | 5                | 5                | 10               | 10               | 11               | 7 | 8                    | 15                   | 6                    |                      |                      |
| 2014-2015  | Maple Leafs de Toronto      | LNH        | 62  | 11               | 14               | 25               | 31               | -                | - | -                    | -                    | -                    |                      |                      |
| 2015-2016  | Maple Leafs de Toronto      | LNH        | 65  | 9                | 18               | 27               | 28               | -                | - | -                    | -                    | -                    |                      |                      |
| 2016-2017  | Maple Leafs de Toronto      | LNH        | 8   | 0                | 1                | 1                | 4                | -                | - | -                    | -                    | -                    |                      |                      |
| 2016-2017  | Coyotes de l'Arizona        | LNH        | 40  | 5                | 6                | 11               | 18               | -                | - | -                    | -                    | -                    |                      |                      |
| 2017-2018  | Rocket de Laval             | LAH        | 20  | 8                | 11               | 19               | 19               | -                | - | -                    | -                    | -                    |                      |                      |
| 2017-2018  | Wolf Pack de Hartford       | LAH        | 16  | 5                | 9                | 14               | 21               | -                | - | -                    | -                    | -                    |                      |                      |
| 2017-2018  | Rangers de New York         | LNH        | 23  | 1                | 3                | 4                | 7                | -                | - | -                    | -                    | -                    |                      |                      |
| 2018-2019  | Wolf Pack de Hartford       | LAH        | 52  | 20               | 29               | 49               | 50               | -                | - | -                    | -                    | -                    |                      |                      |
| 2018-2019  | IceHogs de Rockford         | LAH        | 21  | 7                | 9                | 16               | 8                | -                | - | -                    | -                    | -                    |                      |                      |
| 2019-2020  | Avtomobilist Iekaterinbourg | KHL        | 60  | 17               | 26               | 43               | 10               | 5                | 2 | 1                    | 3                    | 18                   |                      |                      |
| 2020-2021  | Avtomobilist Iekaterinbourg | KHL        | 59  | 12               | 24               | 36               | 28               | 5                | 0 | 1                    | 1                    | 4                    |                      |                      |
| 2021-2022  | Djurgården IF               | SHL        | 15  | 0                | 6                | 6                | 31               | -                | - | -                    | -                    | -                    |                      |                      |
| Totaux LNH | Totaux LNH                  | Totaux LNH | 243 | 35               | 46               | 81               | 105              | -                | - | -                    | -                    | -                    |                      |                      |

### En équipe nationale
| Année | Équipe     | Compétition                  |   | PJ | B | A | Pts | Pun      |  | Résultat |
| 2009  | Canada U18 | Championnat du monde -18 ans | 6 | 1  | 4 | 5 | 8   | 4e place |  |          |